# 나카에 요스케
나카에 요스케(일본어: 中江 要介, 1922년 12월 30일 ~ 2014년 3월 6일)는 일본의 외교관이다. 1975년부터 1978년까지 외무성 아시아국장, 1978년부터 1987년까지 주유고슬라비아, 주이집트, 주중화인민공화국 특명전권대사를 역임했다.

## 인물
1922년 오사카부에서 태어나 기타노 중학교, 구제 제3 고등학교를 거쳐 교토 대학에 진학했다. 교토 대학 법학부를 졸업하고 외무성에 입성, 1987년에 정년 퇴임했다. ‘차이나 스쿨’이라고 오해받는 경우가 많지만 실제론 프랑스어 연수를 받은 ‘프렌치 스쿨’로, 조약국과 유엔 외교가 길다.
젊은 시절에는 연극 청년으로 학도들을 동원했던 경험이 있고, ‘가즈미 간’(霞完)이라는 필명으로 발레의 대본을 집필한 적이 있다. 《생명》은 도쿄와 베오그라드에서, 《동과 정》은 도쿄와 카이로에서, 《드넓은 한 줄기 강》은 도쿄와 베이징에서 각각 상연됐다. 저서로는 《중국의 향방: 남겨진 사회주의 대국》, 《일중 외교의 증언》, 자전적인 에세이집으로 《대사답지 않은 대사의 이야기》가 있는데 자신의 인생을 되돌아보면서 여러 가지 외교 비화를 소개했다.
2014년 3월 6일에 노환으로 사망했다(향년 91세).

## 에피소드
외무성 아시아국 외무참사관 재직 시절이던 1973년에 김대중 납치 사건이 발생했는데 당시 고비 때마다 대한민국과의 실무 협상을 조율했다. 나카에는 사건 당사자인 김대중을 “일개 외국인”, 납치 사건을 “하찮은 일”이라는 생각을 했다고 밝혔다.

## 주요 경력
- 1947년 : 교토 대학 법학부 졸업, 외무성에 입성
- 1952년 5월 : 주프랑스 일본대사관에서 근무
- 1954년 8월 : 외무성 조약국에서 근무
- 1958년 11월 : 주브라질 일본대사관에서 근무
- 1961년 8월 : 유엔 대표부에서 근무
- 1964년 5월 : 외무성 조약국 법규과장
- 1967년 8월 : 주베트남 일본대사관 공사
- 1969년 5월 : 주프랑스 일본대사관 공사(유네스코 상주대표)
- 1971년 8월 : 외무성 아시아국 외무참사관
- 1974년 3월 : 외무성 아시아국 차장
- 1975년 9월 : 외무성 아시아국장
- 1978년 11월 : 주유고슬라비아 특명전권대사
- 1982년 7월 : 주이집트 특명전권대사(남예멘 겸임)
- 1984년 6월 : 주중화인민공화국 특명전권대사
- 1987년 10월 : 원자력 위원회 위원
- 2014년 3월 6일 : 노환으로 사망[3](향년 91세), 사후 종3위에 추서됨[4]
- 그 외 미쓰비시 중공업 주식회사 사장실 고문, 사단법인 일중우호협회 부회장, 일본일중관계학회 회장 등도 역임.

## 저서
- 《중국의 향방: 남겨진 사회주의 대국 - 내일 일중 관계가 세계의 흐름을 바꾼다(中国の行方―残された社会主義大国  明日の日中関係が世界の潮流を変える)》 KK 베스트셀러즈, 1991년 9월. ISBN 4584181209
- 《대사답지 않은 대사의 이야기(らしくない大使のお話)》 요미우리 신문사, 1993년 2월. ISBN 4-643-93007-1
- 《아시아인의 전후 50년: 공통 인식을 요구한다(アジア人の戦後50年―共通認識を求めて)》 아시아 대학 아시아 연구소, 1996년 5월. ISBN 4900521108
- 《일중 외교의 증언(日中外交の証言)》 소텐샤 출판, 2008년 3월. ISBN 4901916238

## 참고 문헌
- 나카에 요스케 (1993년 2월). 《らしくない大使のお話》 [대사답지 않은 대사의 이야기]. 요미우리 신문사. ISBN 4-643-93007-1.